# Pamětní kámen s nápisem u Opatovic
Pamětní kámen s nápisem stojí v polní trati západně od obce Opatovice v lokalitě Na topole v okrese Brno-venkov. Je chráněn jako kulturní památka České republiky.

## Historie
Pamětní kámen z doby kolem roku 1650 má připomínat souboj tří důstojníků, kteří dle pověsti soutěžili o nevěrnou ženu (místní krasavici). Všichni v tomto střeleckém souboji zahynuli. Ve vzdálenosti asi 150 m severovýchodně stojí druhý pamětní kámen, třetí se nedochoval.

## Popis
Na kamenné obdélné desce nahoře poškozené o rozměrech 107 × 58 × 12 cm je vytesán reliéf kříže mezi jehož rameny a břevny je nápis místy poškozen.